# Chiesa di San Vigilio (Tione di Trento)
La chiesa di San Vigilio  è una chiesa cattolica situata in località Vat presso Tione di Trento, in provincia autonoma di Trento; è sussidiaria della parrocchiale di Santa Maria Assunta e San Giovanni Battista e fa parte dell'arcidiocesi di Trento.

## Storia

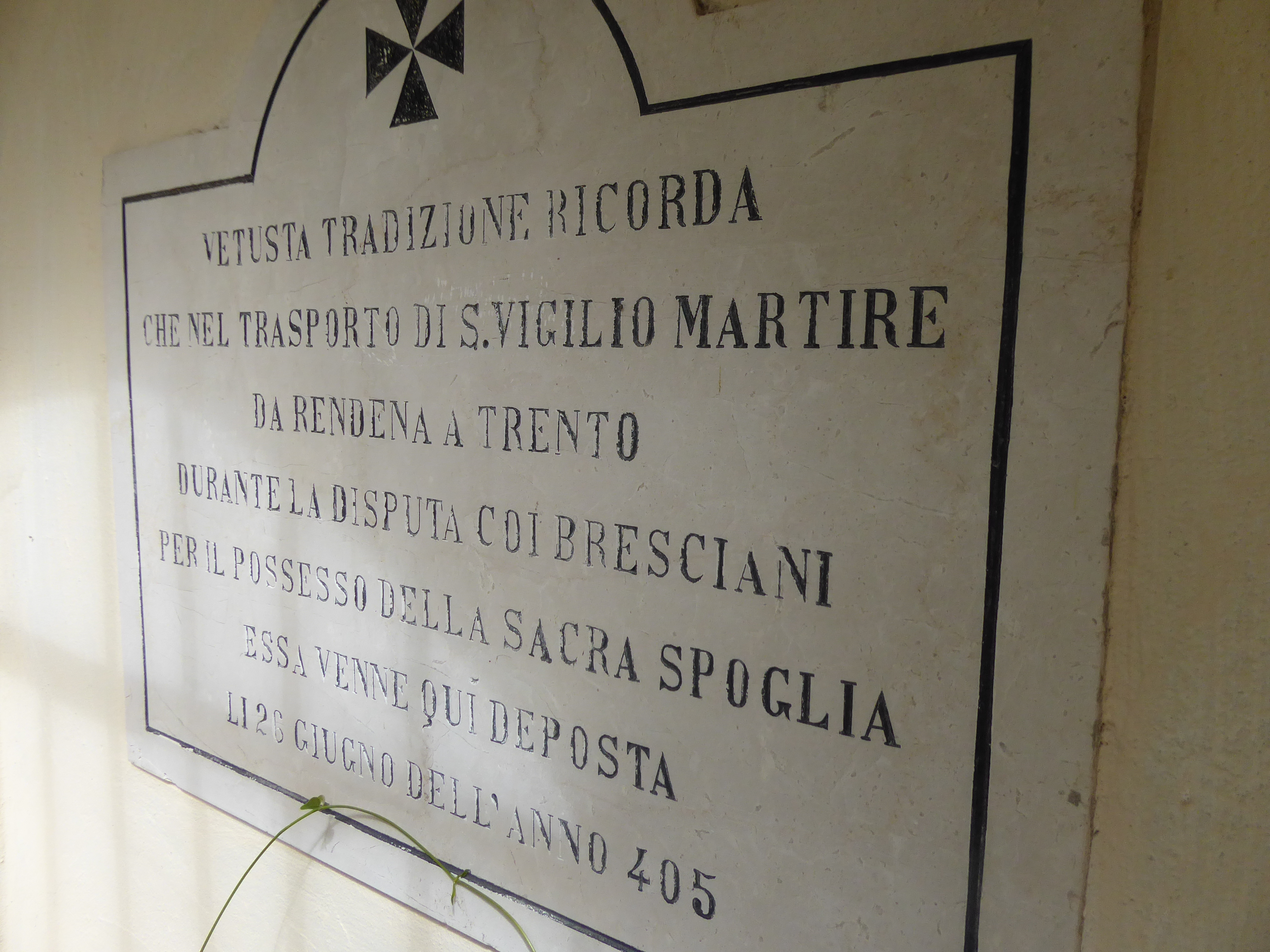
Targa in memoria della sosta della salma di san Vigilio; il testo recita: "Vetusta tradizione ricorda che nel trasporto di s. Vigilio martire da Rendena a Trento durante la disputa coi bresciani per il possesso della sacra spoglia essa venne qui deposta li 25 giugno dell'anno 405".

La tradizione locale lega la fondazione di questa chiesa al martirio di san Vigilio, vescovo di Trento, che sarebbe avvenuto all'inizio del Quattrocento, di cui esistono due versioni: secondo gli Atti, il suo corpo venne trasportato da Spiazzo in val Rendena, dov'era stato ucciso, verso Trento, quando un gruppo armato di bresciani (ossia abitanti di Tione, che era all'epoca sotto giurisdizione bresciana) intervenne con l'intento di farselo consegnare, salvo poi accontentarsi di un recipiente d'argento; secondo la tradizione, invece, il corpo martirizzato del santo venne gettato dai pagani direttamente nel fiume Sarca, che lo trascinò verso Tione. Le due versioni comunque convergono: durante la trattativa con la turba armata, o ripescato dal fiume, il corpo del vescovo venne adagiato su una roccia nella località di Vat (forse dal latino vadum, "guado"), presso Tione. Qui, già nel V secolo, sarebbe quindi sorta una primitiva cappella dedicata al santo. Non vi sono conferme storiche di questa storia, e la parte più antica dell'edificio è una finestra a transenna rinvenuta durante uno scavo nel 1905, e databile tra l'VIII e il IX secolo.
L'edificio venne affrescato a più riprese: nel XIII secolo (poche tracce sono state rinvenute durante i restauri del 1974-75), quindi tra la fine del XIV secolo e l'inizio del XV (scene della passione di Cristo e del martirio di san Vigilio, opera forse di bottega lombarda, anch'esse recuperate dallo scialbo nel 1905), e poi nel XVI secolo (anno a cui risale un affresco di san Vigilio sulla parete destra della prima campata, che era probabilmente la facciata originaria). Nell'ultimo quarto del Cinquecento la chiesetta risultava in cattive condizioni; l'abside, inizialmente a semicerchio, venne ricostruita a seguito di una visita pastorale del 1603, ed entro la fine del secolo (circa tra il 1688 e il 1692) venne eretto un nuovo edificio, addossato perpendicolarmente al precedente che ne divenne la sagrestia: la nuova chiesa venne quindi consacrata dal vescovo suffraganeo Giorgio Sigismondo de Sinesperg il 29 maggio 1695.
Durante l'epidemia di colera del 1836 la chiesa venne adibita a camera mortuaria per il vicino cimitero (del quale rimangono tre lapidi alla base del campanile), e al termine dei contagi le pareti vennero scialbate per disinfettarle, occultando così gli affreschi. Nel 1874 l'unica campana del campanile, che secondo gli atti risaliva all'epoca di san Vigilio, venne rotta e rifusa senza curarsi di trascriverne le iscrizioni; questa venne comunque requisita durante la prima guerra mondiale, e sostituita nel 1922.
Nel 1899 venne rifatta la pavimentazione della chiesa e vennero decorate le volte; nel 1905, quindicesimo centenario della morte di san Vigilio, Desiderio Reich commissionò lo scavo archeologico nella sagrestia, con il quale vennero rinvenute tracce degli affreschi e anche l'antico altare ad ara, rimesso in funzione. Nel 1974-75 l'edificio in generale venne restaurato, con finanziamento della provincia di Trento, chiudendo tra l'altro un accesso presente sul fianco sinistro, rifacendo le vetrate e riconvertendo la cappella originaria da sagrestia a luogo di culto; nel 1977-78 vennero infine restaurati gli affreschi.

## Descrizione

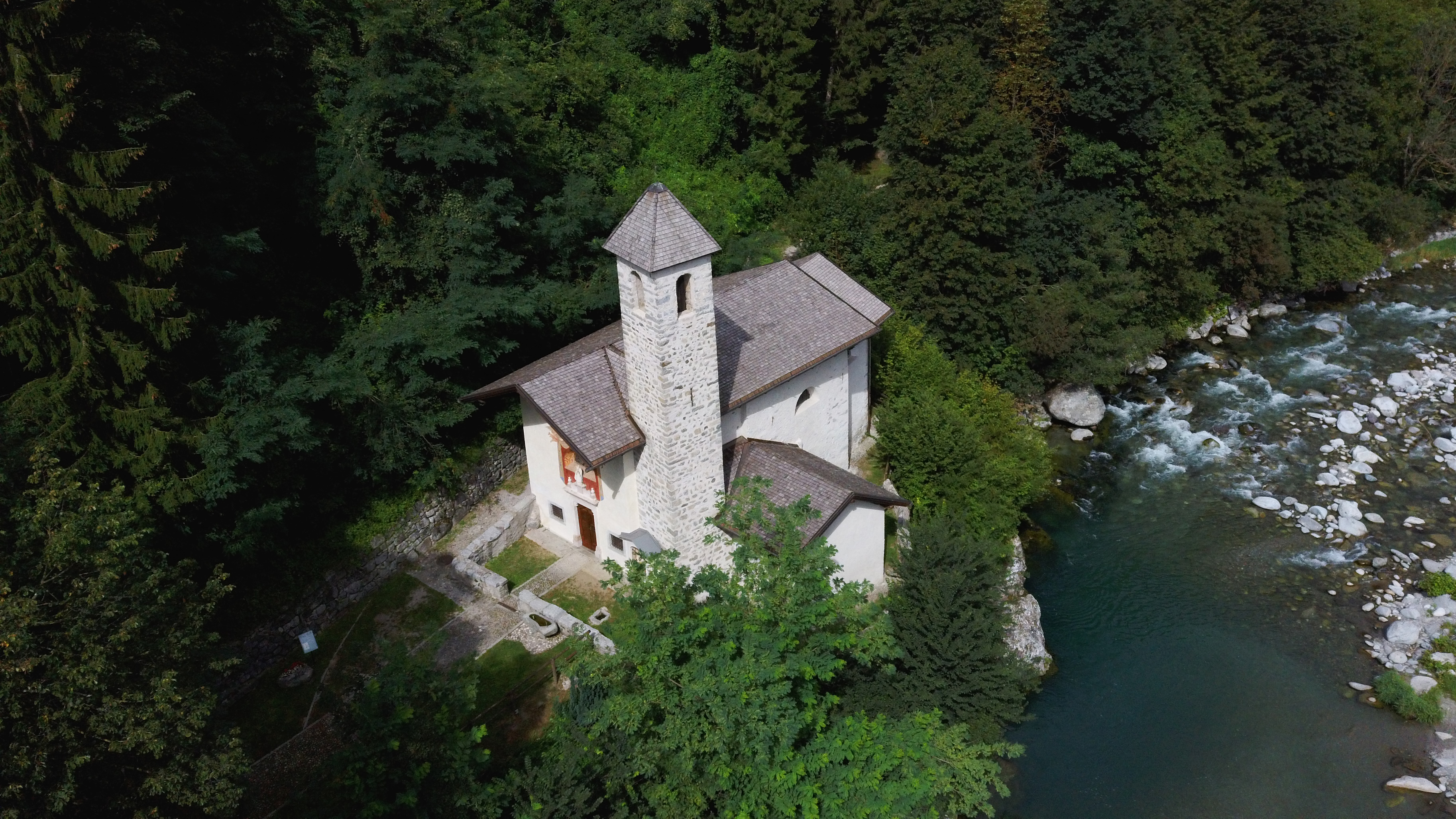
Vista aerea della chiesa con a fianco la Sarca

### Esterno
La chiesa, preceduta da un ridotto sagrato delimitato da un muretto, si trova nella località di Vat, su uno sperone roccioso affacciato sulla Sarca; è orientata a nord-ovest ed è caratterizzata da facciata a capanna, con portale barocco affiancato da due finestrelle rettangolari; l'architrave del portale è decorata da una cimasa mistilinea con statua del santo titolare, sopra la quale si apre una finestra a lunetta incorniciata da un drappo affrescato. Altre quattro finestre a lunetta danno luce all'interno, un paio in corrispondenza della seconda campata, e l'altro paio nel presbiterio, più una singola finestra rettangolare sul fianco sinistro, nella prima campata.
Sul fianco destro si innalza il campanile, con cella campanaria aperta da monofore centinate e sormontato da un tetto piramidale a quattro falde; dietro al campanile si innesta la cappella laterale, luogo di culto più antico, che era regolarmente orientato verso est. Sul fianco sinistro, in corrispondenza della seconda campata, era presente un ingresso laterale rialzato di tre gradini, ora murato. Alla base del campanile si trova una nicchia in muratura, a mo' di edicola votiva, in cui è conservato il masso di granito su cui sarebbe stato posto il corpo del santo, accompagnato da una targa esplicativa. Il campanile è dotato di un'unica campana, pesante 54 Kg e adornata con le figure del crocifisso e dei santi Vigilio, Massenzia e Romedio.

### Interno

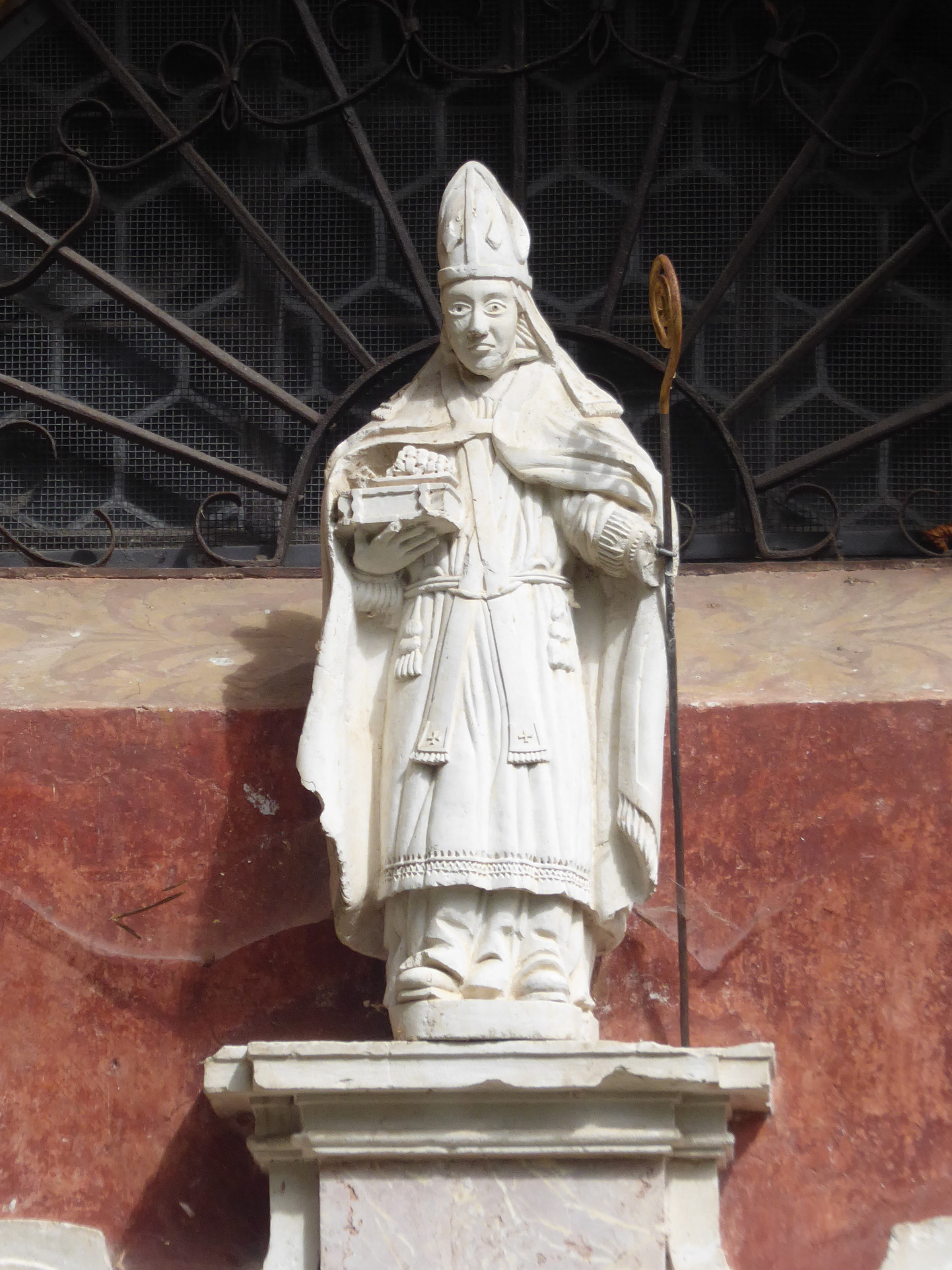
La statua di san Vigilio sopra al portale d'ingresso

L'interno è a pianta rettengolare, con asse maggiore longitudinale; l'unica navata è suddivisa in due campate, voltata a lunetta e pavimentata con piastrelle di cemento quadrate; il presbiterio, anch'esso rettangolare, è rialzato di un gradino e preceduto da un arco santo a tutto sesto, su cui è issato un crocifisso che reca la scritta PRO POPVLO INGRATO RESPICE QVANTA TVLI EGO VITA. Sul fianco destro emerge la cappella laterale, ripartita in due campate con volta a botte e separate da un'arcata, più una terza, illuminata da una finestra a sud, che era probabilmente l'abside originaria. La cappella laterale, pavimentata con mattonelle di cotto rettangolari a spina di pesce, è ornata da affreschi risalenti al XIV-XV secolo, che mettono a confronto scene della passione di Cristo (l'incoronazione di spine e la flagellazione) con una del martirio di san Vigilio (percosso a morte dai pagani con quelli che sembrano attrezzi rurali).
In controfacciata si trova una cantoria in legno; nel presbiterio è presente un altare ad ara in cemento, mentre un altro, in pietra e molto antico, è posto nella cappella laterale. In fondo al presbiterio si trova un altare ligneo di stile tendente al rococò, con due colonne a spirale ricoperte di rami e di fiori pendenti, con angeli e altre figure, che racchiude una pala raffigurante la Maestà con i santi Massenzia, Antonio abate, Vigilio, Giovanni Battista infante e Stefano.